# Uzumaki
Uzumaki - Espiral (うずまき, Uzumaki) és un manga d'horror escrit i il·lustrat per Junji Ito i serialitzat a la revista Big Comic Spirits de l'editorial Shogakukan.
El 10 de setembre de 2024 va sortir publicat en català per l'editorial Planeta.

## Sinopsi
La història se centra en els habitants de la petita ciutat japonesa de Kurouzu, que sembla que està maleïda. La Kirie Goshiwa, que viu al poble, experimenta juntament amb la resta, la sèrie d'esdeveniments estranys, els quals d'alguna manera tenen relació amb la simple figura de l'espiral.
Moltes persones s'obsessionen o es posen paranoiques per les formes en espiral, la qual cosa dona com a resultat moltes morts horribles. Al final, la ciutat queda aïllada de la resta del món, i s'acaba descobrint el secret ocult sota el llac al centre de la ciutat.

## Publicació
El manga d'Uzumaki, escrit i il·lustrat per Junji Ito, es va serialitzar a la revista seinen de manga de l'editorial Shogakukan, Big Comic Spirits, del 19 de gener de 1998 al 30 d'agost de 1999. Shogakukan va recollir els capítols en tres volums enquadernats i els va publicar del 29 d'agost de 1998 al 30 de setembre de 1999. Per celebrar l'estrena de la pel·lícula d'acció real, la sèrie de manga es va publicar en un volum òmnibus el març de 2000, amb un capítol "perdut" addicional. Shogakukan va publicar una altra edició òmnibus el 30 d'agost de 2010, amb el mateix contingut i comentaris addicionals de Masaru Sato.

En català es va publicar en una versió integral el 10 de setembre de 2024.
| Núm. | Data de publicació en català | ISBN català       |
| --- | ---------------------------- | ----------------- |
| 1 | 10 de setembre de 2024       | 978-84-1161-530-3 |
| Kurouzu, un petit poble envoltat de boira a la costa del Japó, està maleït. Segons en Shûichi Saitô, el xicot de la jove Kirie Goshima, la seva població està encantada, no per una persona, sinó per un patró: UZUMAKI, l’espiral, el secret hipnòtic que dona forma al món. Aquesta obra mestra per fi està disponible en un únic volum integral. |                              |                   |

## Recepció
El manga fou nominat als Premis Eisner a la categoria "millor edició americana de material estranger" el 2003; el 2009 la Young Adult Library Services Association va incloure al primer volum la seva llista "10 millors novel·les gràfiques per a adolescents". L'artista de còmics i editora de Comics Alliance, Sara Horrocks, va definir el manga "com un fort i meticulós treball". Theron Martin, d'Anime New Network, va avaluar el primer volum del manga destacant-ne el disseny del personatge.